# Équipe de Suisse de rugby à XV
 (septembre 2013).
L'équipe de Suisse de rugby à XV rassemble les meilleurs joueurs de rugby à XV de Suisse.
Elle atteint la 26e place mondiale au classement World Rugby en mars 2024.

## Histoire

### Débuts (1996-2004)
La Suisse participe pour la première fois à une compétition internationale, lors des phases de qualification de Coupe du monde de rugby 1999. Sélectionnée pour disputer le tour A, elle se retrouve dans la poule 1, aux côtés de l'Ukraine, de la Serbie-et-Monténégro, d'Israël et de l'Autriche. Après avoir été défaite à deux reprises contre l'Ukraine (30-0), la Serbie-et-Monténégro (8-0), elle concède le nul face à Israël (9-9) et remporte son dernier match à domicile, contre l'Autriche (31-3).  La Suisse termine à la troisième place, marquant son élimination de la compétition. 
La Suisse apparaît pour la première fois dans un championnat européen, au cours du championnat européen des nations de 1999-2000. Le XV de l'Edelweiss est intégré à la division C, qui correspond au quatrième degré de championnat européen de rugby, derrière le Tournoi des Six Nations et les divisions A et B. La Suisse atteint la troisième place du championnat, derrière la Tchéquie et la Pologne et juste devant la Lettonie et la Belgique. Sur quatre matchs, la Suisse subi trois défaites contre la Tchéquie (22-18), contre la Belgique (18-11) et la Pologne (15-8), mais remporte son premier match, en championnat européen, contre la Lettonie, sur le score de 10 à 5. Enfin, la Suisse rencontre la Tunisie, invitée du tournoi et concède une lourde défaite, sur le score de 40 à 6.
En 2001, la Suisse participe aux qualifications de la Coupe du monde de 2003. Après être sortie en tête du premier tour des qualifications, témoignant de la hausse du niveau de jeu, notamment à travers quelques larges victoires (contre la Bosnie-Herzégovine (43-6), contre la Bulgarie (90-9) et contre la Hongrie (61-23), elle se qualifie pour le deuxième tour, qui correspond au championnat européen des Nations 2000-2002.
En division B1, la Suisse retrouve la République tchèque et la Belgique et est également associée à l'Ukraine et à la Croatie. Lors de ce championnat, la Suisse concède deux larges défaites, contre la République tchèque (32-6), puis en fin de compétition, contre l'Ukraine (30-11). Elle remporte, néanmoins, une victoire en Belgique, sur le score de.    22 à 15, et échoue de peu face à la Croatie (18-16). La Suisse termine à la quatrième place de la division.
Lors du championnat européen des nations 2002-2004, la Suisse termine à la première de la division 2B, qui correspond à la quatrième division européen de rugby, après le Tournoi des Six Nations, les divisions 1A, 1B et 2A. Sur l'ensemble de ses matchs, la Suisse en remporte cinq et concède trois nuls. Elle précède le Danemark, la Croatie, la Slovénie et la Belgique. Le championnat est notamment caractérisé par deux nuls contre le Danemark, à l'aller et au retour (13-13 et 12-12).

### Difficultés et stagnations (2004-2010)
La Suisse intègre la division 3A, lors du championnat européen des nations de 2004-2006, qui correspond également aux qualifications de la coupe du monde 2007. Elle est associée à la Pologne, Malte, la Bulgarie et le Serbie-et-Monténégro. Le XV de l'edelweiss atteint la quatrième place du championnat, après deux défaites, contre la Pologne (20-15) et Malte (8-17), une victoire contre la Bulgarie (43-3) et un nul contre la Serbie-et-Monténégro (11-11).
Le XV de l'edelweiss se retrouve, pour un nouveau championnat européen des nations (2006-2008), dans la division 3A, qui contrairement à l'année précédente, correspond au cinquième degrés de championnat européen de rugby. Le bilan de la Suisse est mitigé, durant ce championnat, puisqu'il comprend quatre défaites et quatre victoires. La Suisse commence un très début de tournoi, bonifié par deux victoires contre l'Arménie (29-16), puis contre la Serbie (30-9). Après avoir échoué de peu devant le Danemark (24-22), la Suisse enchaîne deux défaites de rang, contre la Suède (6-0), puis contre l'Arménie (28-15). LA fin du championnat est marqué par deux victoires (Serbie et Danemark) et d'une défaite (Suède), permettant à la Suisse de se hisser à la troisième place de la poule et d'assurer son maintien à ce niveau.
Le championnat européen des nations de 2008-2010, qui correspond également aux phases de qualification, en vue de la coupe du monde de rugby de 2011, marque les années noirs du rugby suisse. Sur sept matchs, la Suisse est défaite à cinq reprises et ne remportent que deux victoires. Après une première défaite contre l'Arménie (35-15), la Suisse est largement battue en Lituanie (33-0), puis se ressaisit en remportant le match face à l'Andorre. La Suisse subit ensuite deux défaites consécutives face à la Serbie. Elle remporte ensuite un match  Elle termine d'ailleurs cinquième et dernière de la division.

### De 2010 à aujourd'hui
Après avoir atteint son meilleur classement World Rugby au terme de l'année 2019, la terminant à la 31e place, elle l'améliore encore quatre ans plus tard, atteignant la 27e place.

## Effectif 2022
Joueurs sélectionnés pour participer au Championnat international d'Europe 2021-2022
| Poste            | Joueur               | Sél | Club                        |
| ---------------- | -------------------- | --- | --------------------------- |
| Pilier           | Maximiliano Ducommun | 2   | Nyon RC                     |
| Pilier           | Julien Gaillard      | 6   | Nyon RC                     |
| Pilier           | Dominic Gorman       | 15  | RC Yverdon                  |
| Pilier           | Alexandre Grillon    | 2   | Lausanne UC                 |
| Pilier           | Cameron Holenstein   | 1   | Hartpury University RFC     |
| Pilier           | Vincent Vial         | 12  | CS Vienne                   |
| Pilier           | Benjamin Xhemaili    | 6   | Grasshopper Zurich          |
| Talonneur        | Maxime Luçon         | 28  | CA Pontarlier               |
| Talonneur        | Nathan Pelsy         | 17  | US Annecy                   |
| Talonneur        | Manu Ronza           | 13  | Lausanne UC                 |
| Talonneur        | Andri Köferli        | 1   | Grasshopper Zurich          |
| Deuxième ligne   | Thomas Baraillé      | 1   | Valence Romans              |
| Deuxième ligne   | Geoffrey Fabbri      | 2   | Servette Genève             |
| Deuxième ligne   | Christian Rohrig     | 9   | Grasshopper Zurich          |
| Deuxième ligne   | Romin Vivarie        | 2   | Lausanne UC                 |
| Troisième ligne  | Antoine Cramont      | 1   | Watsonian FC                |
| Troisième ligne  | Ahmed Kane           | 2   | Lyon OU                     |
| Troisième ligne  | Nicolas Lugeon       | 5   | Lausanne UC                 |
| Troisième ligne  | Cyril Lin            | 40  | Nyon RC                     |
| Troisième ligne  | Ludovic Perruisset   | 5   | US Annecy                   |
| Troisième ligne  | Antoine Salino       | 2   | Servette Genève             |
| Troisième ligne  | Tim Vögtli           | 21  | Grasshopper Zurich          |
| Demi de mêlée    | William Meyer        | 4   | RC Rumilly                  |
| Demi de mêlée    | Simon Perrod         | 34  | RC Drancy                   |
| Demi d'ouverture | Donovan O'Grady      | 14  | Eton Manor RFC              |
| Demi d'ouverture | Jules Porcher        | 8   | RC Aubenas Vals             |
| Centre           | Hadrien Bobillier    | 1   | Servette Genève             |
| Centre           | Baptiste Cariat      | 20  | AS Mérignac                 |
| Centre           | Gaëtan Hirsch        | 24  | RC Genève - Plan-les-Ouates |
| Centre           | Gaëtan Moser         | 1   | Servette Genève             |
| Centre           | Jess Roberson        | 3   | Grasshopper Zurich          |
| Centre           | Tommaso Volta        | 2   | Hermance Région RC          |
| Ailier           | Léni Favre Bonvin    | 1   | US Annecy                   |
| Ailier           | Lucas Heinrich       | 29  | Servette Genève             |
| Ailier           | Hugo Malyon          | 7   | RC Suresnes                 |
| Ailier           | Nathan Thomas        | 3   | Nyon RC                     |
| Ailier           | Léo Luginbuhl        | 1   | Grasshopper Zurich          |
| Arrière          | Jolan Vincent        | 4   | US Nantua                   |
| Arrière          | Hugh Kisielewski     | 9   | Grasshopper Zurich          |

## Anciens présidents
| - André Cordaillat : 1972 - 1977 - Alain Wuscher : 1977 - 1979 - Alain Périat : 1979 - 1987 - Gérard Nicod : 1987 - 1994 | - Tullio Martinenghi : 1994 - 1999 - Luc Baatard : 1999 - 2009 - Stéphane Gaillard : 2009 - 2010 - Peter Schüpbach : 2010 - |

## Palmarès

### Coupe du monde
| Édition | Qualifications               | Qualifications               | Qualifications               | Qualifications               | Qualifications               | Qualifications               | Qualifications               | Phase finale                 | Phase finale                 | Phase finale                 | Phase finale                 | Phase finale                 | Phase finale                 | Phase finale                 |
| Édition | Class.                       | M                            | V                            | N                            | D                            | pp                           | pc                           | Résultat                     | M                            | V                            | N                            | D                            | pp                           | pc                           |
| ------- | ---------------------------- | ---------------------------- | ---------------------------- | ---------------------------- | ---------------------------- | ---------------------------- | ---------------------------- | ---------------------------- | ---------------------------- | ---------------------------- | ---------------------------- | ---------------------------- | ---------------------------- | ---------------------------- |
| 1987    | Non qualifiée et non invitée | Non qualifiée et non invitée | Non qualifiée et non invitée | Non qualifiée et non invitée | Non qualifiée et non invitée | Non qualifiée et non invitée | Non qualifiée et non invitée | Non qualifiée et non invitée | Non qualifiée et non invitée | Non qualifiée et non invitée | Non qualifiée et non invitée | Non qualifiée et non invitée | Non qualifiée et non invitée | Non qualifiée et non invitée |
| 1991    | 3e/4                         | 3                            | 1                            | 0                            | 2                            | 49                           | 74                           | Non qualifiée                | Non qualifiée                | Non qualifiée                | Non qualifiée                | Non qualifiée                | Non qualifiée                | Non qualifiée                |
| 1995    | 1re/3 4e/4                   | 2 3                          | 1 0                          | 0                            | 1 3                          | 17 3                         | 8 114                        | Non qualifiée                | Non qualifiée                | Non qualifiée                | Non qualifiée                | Non qualifiée                | Non qualifiée                | Non qualifiée                |
| 1999    | 3e/5                         | 4                            | 1                            | 1                            | 2                            | 40                           | 50                           | Non qualifiée                | Non qualifiée                | Non qualifiée                | Non qualifiée                | Non qualifiée                | Non qualifiée                | Non qualifiée                |
| 2003    | 1re/6 4e/5                   | 5 4                          | 4 1                          | 0                            | 1 3                          | 242 55                       | 76 95                        | Non qualifiée                | Non qualifiée                | Non qualifiée                | Non qualifiée                | Non qualifiée                | Non qualifiée                | Non qualifiée                |
| 2007    | 4e/5                         | 4                            | 1                            | 1                            | 2                            | 77                           | 51                           | Non qualifiée                | Non qualifiée                | Non qualifiée                | Non qualifiée                | Non qualifiée                | Non qualifiée                | Non qualifiée                |
| 2011    | 5e/5                         | 6                            | 2                            | 0                            | 4                            | 79                           | 102                          | Non qualifiée                | Non qualifiée                | Non qualifiée                | Non qualifiée                | Non qualifiée                | Non qualifiée                | Non qualifiée                |
| 2015    | 2e/5                         | 4                            | 3                            | 0                            | 1                            | 92                           | 75                           | Non qualifiée                | Non qualifiée                | Non qualifiée                | Non qualifiée                | Non qualifiée                | Non qualifiée                | Non qualifiée                |
| 2019    | 3e/6                         | 5                            | 3                            | 0                            | 2                            | 140                          | 122                          | Non qualifiée                | Non qualifiée                | Non qualifiée                | Non qualifiée                | Non qualifiée                | Non qualifiée                | Non qualifiée                |
| 2023    | Non qualifiée                | Non qualifiée                | Non qualifiée                | Non qualifiée                | Non qualifiée                | Non qualifiée                | Non qualifiée                | Non qualifiée                | Non qualifiée                | Non qualifiée                | Non qualifiée                | Non qualifiée                | Non qualifiée                | Non qualifiée                |
| Total   | —                            | 40                           | 17                           | 2                            | 21                           | 794                          | 767                          | 0/10                         | 0                            | 0                            | 0                            | 0                            | 0                            | 0                            |

### Championnat européen des nations
| Édition                            | Classement                      | J                | G                | N                | P                | Pp               | Pc               |
| Trophée FIRA                       | Trophée FIRA                    | Trophée FIRA     | Trophée FIRA     | Trophée FIRA     | Trophée FIRA     | Trophée FIRA     | Trophée FIRA     |
| ---------------------------------- | ------------------------------- | ---------------- | ---------------- | ---------------- | ---------------- | ---------------- | ---------------- |
| 1975-1976                          | 3e/3 de la division B2          | 2                | 0                | 0                | 2                | 10               | 54               |
| 1976-1977                          | 3e/4 de la division C           | 3                | 1                | 0                | 2                | 29               | 47               |
| 1977-1978                          | Non participante                | Non participante | Non participante | Non participante | Non participante | Non participante | Non participante |
| 1978-1979                          | 3e/3 de la division B1          | 2                | 0                | 0                | 2                | 0                | 61               |
| 1979-1980                          | Non participante                | Non participante | Non participante | Non participante | Non participante | Non participante | Non participante |
| 1980-1981                          | 5e/5 de la division C           | 4                | 0                | 0                | 4                | 20               | 73               |
| 1981-1982                          | 4e/5 de la division C           | 4                | 1                | 0                | 3                | 43               | 51               |
| 1982-1983                          | 5e/5 de la division C           | 4                | 0                | 0                | 4                | 37               | 76               |
| 1983-1984                          | Non participante                | Non participante | Non participante | Non participante | Non participante | Non participante | Non participante |
| 1984-1985                          | Non participante                | Non participante | Non participante | Non participante | Non participante | Non participante | Non participante |
| 1985-1987                          | 3e/3 de la division C           | 3                | 1                | 0                | 2                | 31               | 30               |
| 1987-1989                          | Non participante                | Non participante | Non participante | Non participante | Non participante | Non participante | Non participante |
| 1989-1990                          | Non participante                | Non participante | Non participante | Non participante | Non participante | Non participante | Non participante |
| 1990-1992                          | Non participante                | Non participante | Non participante | Non participante | Non participante | Non participante | Non participante |
| 1992-1994                          | 3e/4 de la division C1          | 3                | 1                | 0                | 2                | 38               | 40               |
| 1995-1997                          | Non participante                | Non participante | Non participante | Non participante | Non participante | Non participante | Non participante |
| 1996-1997                          | Non participante                | Non participante | Non participante | Non participante | Non participante | Non participante | Non participante |
| 1997-1998                          | Non participante                | Non participante | Non participante | Non participante | Non participante | Non participante | Non participante |
| 1998-1999                          | 1re/5 de la division D          | 4                | 4                | 0                | 0                | 123              | 45               |
| Championnat européen des nations   |                                 |                  |                  |                  |                  |                  |                  |
| 1999-2000                          | 4e/5 de la division C           | 4                | 1                | 0                | 3                | 72               | 91               |
| 2000-2002                          | 4e/5 de la division B1          | 4                | 1                | 0                | 3                | 55               | 95               |
| 2002-2004                          | 1re/5 de la division 2B         | 4                | 2                | 2                | 0                | 69               | 57               |
| 2004-2006                          | 3e/5 de la division 3A          | 4                | 1                | 0                | 3                | 38               | 87               |
| 2006-2008                          | 3e/5 de la division 3A          | 8                | 4                | 0                | 4                | 150              | 129              |
| 2008-2010                          | 5e/5 de la division 3A          | 7                | 2                | 0                | 5                | 79               | 112              |
| 2010-2012                          | 1re/5 de la division 2B         | 8                | 7                | 0                | 1                | 253              | 77               |
| 2012-2014                          | 2e/5 de la division 2A          | 8                | 4                | 1                | 3                | 170              | 159              |
| 2014-2016                          | 1re/5 de la division 2A         | 8                | 7                | 0                | 1                | 223              | 120              |
| Championnat européen international |                                 |                  |                  |                  |                  |                  |                  |
| 2016-2017                          | 3e/6 de la division Trophy (1B) | 5                | 3                | 0                | 2                | 140              | 122              |
| 2017-2018                          | 4e/6 de la division Trophy      | 5                | 2                | 0                | 3                | 109              | 122              |
| 2018-2019                          | 3e/6 de la division Trophy      | 5                | 3                | 0                | 2                | 108              | 138              |
| 2019-2020                          | 2e/6 de la division Trophy      | 5                | 2                | 2                | 1                | 93               | 52               |
| 2020-2021                          | Saison annulée                  | Saison annulée   | Saison annulée   | Saison annulée   | Saison annulée   | Saison annulée   | Saison annulée   |
| 2021-2022                          | 4e/6 de la division Trophy      | 5                | 2                | 0                | 3                | 120              | 117              |
| 2022-2023                          | 1re/5 de la division Trophy     | 4                | 4                | 0                | 0                | 205              | 72               |
| Total                              | 23/33                           | 112              | 53               | 5                | 55               | 2 215            | 2 027            |

## Joueurs suisses emblématiques

### Records de sélections
| #  | Joueurs                | Nombre de sélections |
| -- | ---------------------- | -------------------- |
| 1  | Mathieu Guyou-Kreis    | 41                   |
| 2  | Sergio Hösel           | 40                   |
| 3  | François Joly          | 34                   |
| 4  | Schellte Betten        | 30                   |
| 4  | Harouna-David Mossière | 30                   |
| 6  | Sébastien Macculi      | 29                   |
| 7  | Tristan Bernard        | 27                   |
| 8  | Gianni Di Martino      | 26                   |
| 8  | Ian Wise               | 26                   |
| 10 | Laurent Grandpierre    | 25                   |